# Natri thiomethoxide
Natri thiometoxit hay natri metanthiolat (CH3SNa, viết tắt: MeSNa) là muối natri base liên hợp của metanthiol. Hợp chất này có mặt trên thị trường dưới dạng bột trắng, tan tốt trong nước. Nó là chất nucleophin mạnh có thể dùng để điều chế các thiometyl ete. Nó thủy phân trong không khí ẩm sinh ra metanthiol, có mùi nhẹ và độc.